# ポン＝タヴァン
ポン＝タヴァン （Pont-Aven、発音:pɔ̃tavɛn）は、フランス、ブルターニュ地域圏、フィニステール県のコミューン。ポール・ゴーギャンを含む多くの画家たちが暮らした歴史を持ち、「画家たちのまち」(la cité des peintres) とも称される。大西洋に近く、アヴァン川が町を流れる。

## 概要

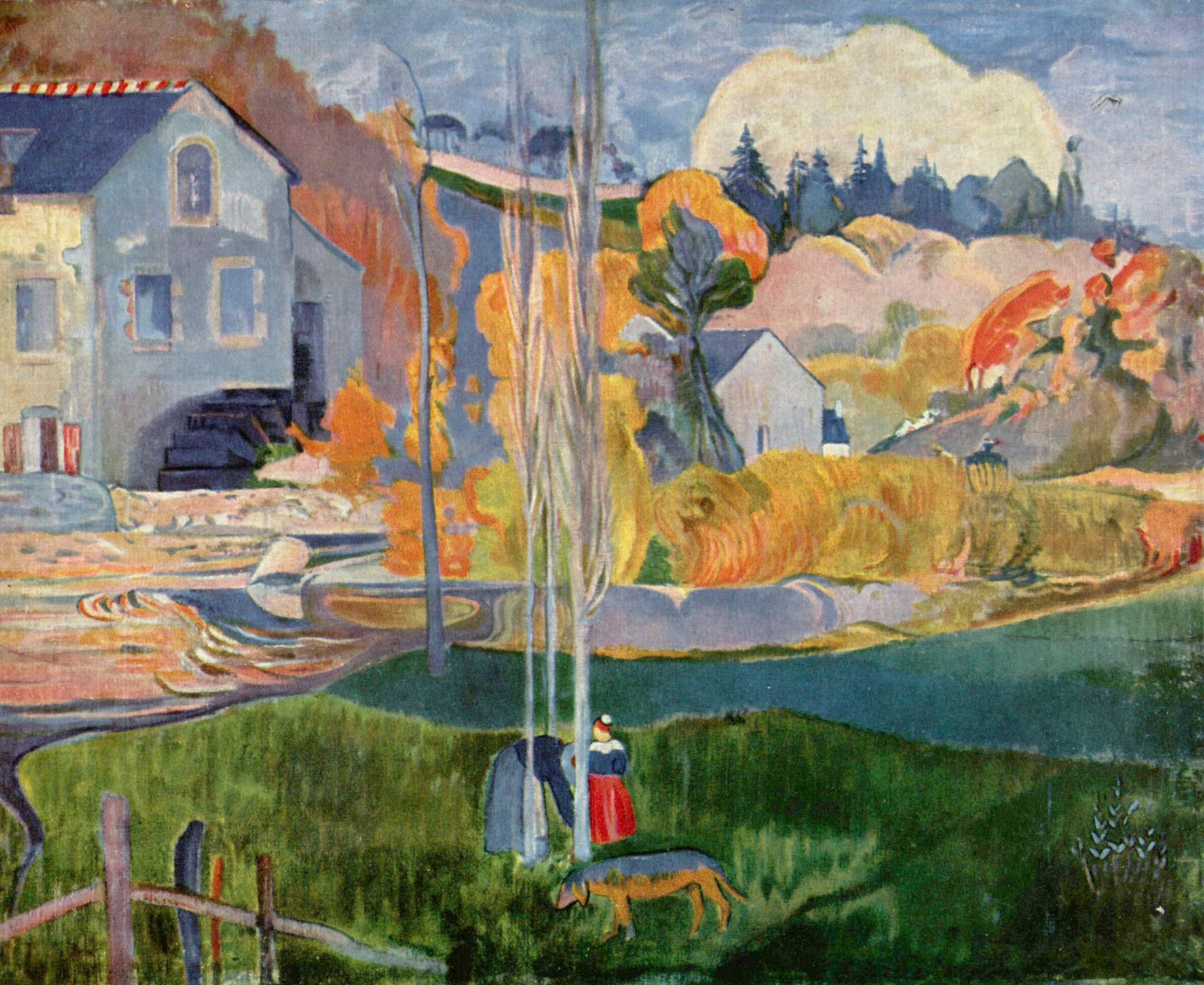
ゴーギャン作「ポン＝タヴァンの水車小屋」

19世紀半ば、ポン＝タヴァンに最初の観光客がやってきた。画家たちが好む土地となった。鉄道がなく孤立しており、ブルトン語や民族衣装が保存されているバス＝ブルターニュ地方は流行の土地であった。小さな町と、周囲を囲む田舎の田園地帯は、画家たちのインスピレーションをかきたてた。1870年以降、アメリカ人画家たちがやってきた。エミール・ベルナール、シャルル・ラヴァル、ポール・セリュジエ、ゴーギャンたちは町で暮らして絵を描き、彼らはポン＝タヴァン派と呼ばれた。
現在の町の主要産業は観光である。夏の観光シーズンとなると、多くの店が開き、芸術家たちが自分の作品を展示する。

## 人口統計
| 1962年 | 1968年 | 1975年 | 1982年 | 1990年 | 1999年 | 2006年 | 2010年 |
| ------ | ------ | ------ | ------ | ------ | ------ | ------ | ------ |
| 3699   | 3684   | 3530   | 3295   | 3031   | 2960   | 2953   | 2844   |

参照元:1999年までEHESS、2000年以降INSEE